# Sylvia (zoologia)
Sylvia Scopoli, 1769 è un genere di uccelli passeriformi appartenente alla famiglia Sylviidae, comprendente 28 specie, di cui 22 sono diffuse in Europa.

## Descrizione
Questi passeracei spesso vivono in densi roveti o anche nei boschi. Robusti, con becco piuttosto pesante e piedi forti. La coda è stretta e squadrata. Spesso i sessi sono molto diversi e alcuni maschi sono caratterizzati da piccole creste, alcune volte messe in risalto dal colore nero, come nel caso della capinera.

## Tassonomia
Sono state descritte le seguenti specie:
- Sylvia althaea Hume, 1878
- Sylvia atricapilla (Linnaeus, 1758) - capinera
- Sylvia balearica von Jordans, 1913
- Sylvia boehmi (Reichenow, 1882)
- Sylvia borin (Boddaert, 1783) - beccafico
- Sylvia buryi (Ogilvie-Grant, 1913)
- Sylvia cantillans (Pallas, 1764) - sterpazzolina
- Sylvia communis Latham, 1787 - sterpazzola
- Sylvia conspicillata Temminck, 1820 - sterpazzola di Sardegna
- Sylvia crassirostris Cretzschmar, 1830
- Sylvia curruca (Linnaeus, 1758) - bigiarella
- Sylvia deserti (Loche, 1858)
- Sylvia deserticola Tristram, 1859
- Sylvia hortensis (Gmelin, JF, 1789) - bigia grossa
- Sylvia layardi (Hartlaub, 1862)
- Sylvia leucomelaena (Hemprich & Ehrenberg, 1833)
- Sylvia lugens Rüppell, 1840
- Sylvia melanocephala (Gmelin, JF, 1789) - occhiocotto
- Sylvia melanothorax Tristram, 1872
- Sylvia minula Hume, 1873
- Sylvia mystacea Ménétries, 1832
- Sylvia nana (Hemprich & Ehrenberg, 1833)
- Sylvia nisoria (Bechstein, 1792) - bigia padovana
- Sylvia ruppeli Temminck, 1823
- Sylvia sarda Temminck, 1820 - magnanina sarda
- Sylvia subalpina Temminck, 1820
- Sylvia subcaerulea Vieillot, 1817
- Sylvia undata (Boddaert, 1783) - magnanina